# Tira (Israel)
Tira (en hebreu: טירה) i (en àrab: الطـّيرة) és una ciutat del Districte Central d'Israel. Segons l'Oficina Central d'Estadístiques d'Israel (OCEI), a finals de 2004 la ciutat tenia una població de 20.300 habitants.